# Meistaraflokkur (1953)
Sezon 1953 był 42. sezonem o mistrzostwo Islandii. Drużyna KR nie obroniła tytułu mistrzowskiego, mistrzem została drużyna Akraness, wygrywając swoją grupę oraz mecz finałowy przeciwko zespołowi Valur. Ze względu na brak systemu ligowego żaden zespół nie spadł ani nie awansował po sezonie.

## Drużyny
Po sezonie 1952 do udziału w rozgrywkach zgłosił się dodatkowo zespół Þróttur Reykjavík, żaden zespół natomiast nie zrezygnował z udziału, w wyniku czego w sezonie 1953 w rozgrywkach Meistaraflokkur wzięło udział sześć zespołów.
| Uczestnicy poprzedniej edycji                                                                                 | Uczestnicy poprzedniej edycji | Uczestnicy poprzedniej edycji | Uczestnicy poprzedniej edycji |
| --- | ----------------------------- | ----------------------------- | ----------------------------- |
| KRE | KR                            | 1                             |                               |
| ÍA | Akraness                      | 2                             |                               |
| FRA | Fram                          | 3                             |                               |
| VAL | Valur                         | 4                             |                               |
| VÍR | Víkingur Reykjavík            | 5                             |                               |
| Dołączenie w sezonie 1953                                                                                     |                               |                               |                               |
| ÞRR | Þróttur Reykjavík             |                               |                               |
| Oznaczenia: - kolumna pierwsza – skróty nazw drużyn, - kolumna trzecia – miejsce zajęte w poprzednim sezonie. |                               |                               |                               |

## Tabela
Z uwagi na większą niż w poprzednich sezonach liczbę drużyn rozgrywki zostały zorganizowane według odmiennego schematu. Drużyny zostały podzielone na dwie grupy po trzy drużyny. Każda drużyna rozegrała po jednym meczu przeciwko rywalom w swojej grupie, a zwycięzcy obydwu grup zagrali pomiędzy sobą mecz decydujący o mistrzostwie.

### Grupa A
| Lp. | Drużyna      | M | Z | R | P | Bramki | Bramki | Różn. | Pkt | Uwagi               |
| --- | ------------ | - | - | - | - | ------ | ------ | ----- | --- | ------------------- |
| 1   | Akraness (M) | 2 | 2 | 0 | 0 | 8      | 1      | +7    | 4   | baraż o mistrzostwo |
| 2   | KR           | 2 | 1 | 0 | 1 | 3      | 5      | −2    | 2   |                     |
| 3   | Fram         | 2 | 0 | 0 | 2 | 2      | 7      | −5    | 0   |                     |

### Grupa B
| Lp. | Drużyna            | M | Z | R | P | Bramki | Bramki | Różn. | Pkt | Uwagi               |
| --- | ------------------ | - | - | - | - | ------ | ------ | ----- | --- | ------------------- |
| 1   | Valur              | 2 | 2 | 0 | 0 | 8      | 2      | +6    | 4   | baraż o mistrzostwo |
| 2   | Víkingur Reykjavík | 2 | 1 | 0 | 1 | 6      | 3      | +3    | 2   |                     |
| 3   | Þróttur Reykjavík  | 2 | 0 | 0 | 2 | 1      | 10     | −9    | 0   |                     |

## Wyniki

### Grupa A
| Gospodarz \ Gość | ÍA  | FRA | KRE |
| Akraness         |     |     |     |
| Fram             | 1:4 |     |     |
| KR               | 0:4 | 3:1 |     |

Źródło: Knattspyrnusamband Íslands (isl.)
Objaśnienia:
1Drużyna gospodarzy jest wymieniona po lewej stronie tabeli.
Kolory: zielony – zwycięstwo gospodarzy, żółty – remis, różowy – zwycięstwo gości.

### Grupa B
| Gospodarz \ Gość   | VAL | VÍR | ÞRR |
| Valur              |     | 3:1 |     |
| Víkingur Reykjavík |     |     | 5:0 |
| Þróttur Reykjavík  | 1:5 |     |     |

Źródło: Knattspyrnusamband Íslands (isl.)
Objaśnienia:
1Drużyna gospodarzy jest wymieniona po lewej stronie tabeli.
Kolory: zielony – zwycięstwo gospodarzy, żółty – remis, różowy – zwycięstwo gości.

## Baraż o mistrzostwo
O mistrzostwie Islandii w sezonie 1953 zadecydował bezpośredni mecz pomiędzy zwycięzcami grup A i B – drużyną Akraness i Valur. Mecz zwyciężył pierwszy zespół i zdobył kolejny tytuł mistrzowski rozgrywek piłkarskich na Islandii.
| 6 września 1953 | Akraness | 3:2 | Valur | Melavöllur |
|                 |          |     |       |            |